# Ramón Vázquez
Pour les articles homonymes, voir Vázquez.
Ramón Luis Vázquez, né le 21 août 1976 à Aibonito (Porto Rico), est un ancien joueur portoricain de baseball de la Ligue majeure de baseball qui évoluait au poste de joueur de champ intérieur.

## Carrière

### Ligue majeure
Après des études secondaires achevées en 1994 au Liceo Barrio Valle Real de Cidra à Porto Rico, Ramón Vázquez est drafté le 1er juin 1995 par les Mariners de Seattle. Il joue six années en ligues mineures puis débute en ligue majeure le 7 septembre 2001 avant d'être transféré aux Padres de San Diego à l'occasion d'un échange impliquant plusieurs joueurs. Il devient titulaire en 2003.
Il est échangé aux Red Sox de Boston le 20 décembre 2004, puis aux Indians de Cleveland le 7 juillet 2005 avant de devenir agent libre à la fin de la saison 2006. Il signe le 17 novembre 2006 pour deux saisons chez les Rangers du Texas. La polyvalence de Vázquez dans le champ intérieur est l'un des atouts de son jeu. En 2008, il alterne ainsi entre les postes de troisième base (70 matches), arrêt-court (26 matches), deuxième base (11 matches) et première base (1 match).
Il rejoint les Pirates de Pittsburgh le 12 décembre 2008 avec lesquels s'engage pour deux saisons. Il commence la saison 2009 comme titulaire au troisième but.

### Équipe nationale de Porto Rico
Ramón Vázquez est sélectionné en équipe de Porto Rico à l'occasion de la Classique mondiale de baseball 2009. Il prend part à six matches, pour 19 passages au bâton, 3 coups sûrs, 2 points produits et 5 buts volés